# Sissy Spacek
Sissy Spacek (nascida Mary Elizabeth Spacek; Quitman, 25 de dezembro de 1949) é uma atriz e cantora estadunidense. Ela recebeu vários prêmios, incluindo um Oscar, três Globos de Ouro, um Prêmio SAG e indicações para quatro Prêmios BAFTA, três Prêmios Emmy e um Grammy. Em 2011, foi homenageada com uma estrela na Calçada da Fama de Hollywood.
Nascida e criada no Texas, Spacek começou a sua carreira como cantora. No início de 1970, ela fez sua estreia no cinema como um extra em A Revolta das Mulheres (1971). Ela alcançou a fama com o papel de protagonista no filme Terra de Ninguém (1973) de Terrence Malick, e ganhou destaque com sua interpretação de Carrie White em Carrie - A Estranha (1976), pelo qual recebeu sua primeira indicação ao Oscar. Após suas atuações em Welcome to LA (1976) e 3 Mulheres (1977) de Robert Altman, Spacek ganhou o Oscar de melhor atriz por sua performance de Loretta Lynn no musical O Destino Mudou Sua Vida (1980). Ela recebeu outras indicações ao prêmio por Missing - O Desaparecido (1982), O Rio do Desespero (1984), Crimes do Coração (1986) e Entre Quatro Paredes (2001). Spacek também atuou em outras produções de destaque, entre elas, O Maltrapilho (1981), JFK - A Pergunta Que Não Quer Calar (1991), Temporada de Caça (1997), Uma História Real (1999), Vivendo na eternidade (2002), Questão de Vida (2005), Terra Fria (2005), Surpresas do Amor (2008), Segredos de um Funeral (2010), Histórias Cruzadas (2011) e O Velho e a Arma (2018).
Na televisão, recebeu indicações ao Prêmio Emmy pelos telefilmes Os Bons e Velhos Companheiros (1995), Tempo de Mudança (2002), e por sua participação na série dramática da HBO, Amor Imenso (2011). Ela interpretou a matriarca Sally Rayburn na série da Netflix, Bloodline (2015–2017), Ruth Deaver na série de terror psicológico Castle Rock (2018) e Ellen Bergman na série de suspense Homecoming do Prime Video.
Spacek gravou a trilha sonora para o filme O Destino Mudou Sua Vida, que alcançou o segundo lugar no Chart Top Country Albums da revista Billboard e lhe rendeu uma indicação ao Grammy de Melhor Performance Vocal Feminina de Country. Ela também lançou um álbum de estúdio, Hangin' Up My Heart (1983), que foi muito bem recebido pela crítica e alcançou a posição dezessete na parada de Top Country Albums da Billboard.

## Biografia

### Primeiros anos
Mary Elizabeth Spacek nasceu no dia 25 de dezembro de 1949, na cidade de Quitman, Texas. Descendente de Checo (Morávia) de ascendência alemã por parte de pai (Edwin Arnold Spacek) e Irlândes de ascedência inglesa por parte de mãe (Virginia Frances), Spacek sempre demonstra orgulho de suas origens e sua criação. O apelido "Sissy" era a forma carinhosa de ser chamada pelo seus irmãos.
Após a morte de um de seus irmãos em 1967, Spacek desistiu de tentar entrar em uma universidade, após se graduar em Quitman High School. Aos 18 anos, a jovem se mudou para Nova York, com objetivo de se tornar cantora. Na ocasião, ela teve ajuda de seu primo, o ator Rip Torn e de sua esposa, a atriz Geraldine Page.

### Carreira como atriz
Por algum tempo, Sissy fazia apresentações em bares em Greenwich Village, ela também chegou a fazer testes para a Decca Records. Embora a gravadora tenha gostado de sua voz, eles não a contrataram por possuírem uma cantora de timbre semelhante, que viria a ser Loretta Lynn.
Em 1968, Sissy chegou a assinar um pequeno contrato com a Tourette Records para gravar a canção John, You Went Too Far This Time. Na ocasião, ela usou o pseudônimo "Rainbo". Segundo a atriz, Rainbo foi "sua primeira personagem" pois "a gravadora tinha a canção e um nome artístico, mas precisavam de uma garota." Porém a canção não teve um bom desempenho e o seu contrato não foi renovado.
Sob influência de Torn, Sissy se matriculou no consagrado Lee Strasberg's Actors Studio e passou a ter aulas de interpretação. Em 1972, ela fez a sua estréia no filme A Marca da Brutalidade com Lee Marvin e Gene Hackman. O reconhecimento veio em 1973 no longa Terra de Ninguém. Dirigido por Terrence Malick, o filme conta a história real de um jovem psicopata (interpretado por Martin Sheen) que atravessou os Estados Unidos cometendo assassinatos e outros crimes, tendo com cúmplice a sua namorada adolescente (interpretada por Spacek). Por sua atuação, a atriz foi indicada ao BAFTA, na categoria de Melhor Revelação. Ainda nos bastidores do filme, Sissy conheceu o diretor de arte Jack Fisk, com quem veio a se casar.
Nesse período, a atriz também fez alguns filmes independentes e participações em filmes para televisão e seriados, como em Os Waltons.

## Reconhecimento

### Carrie, a estranha

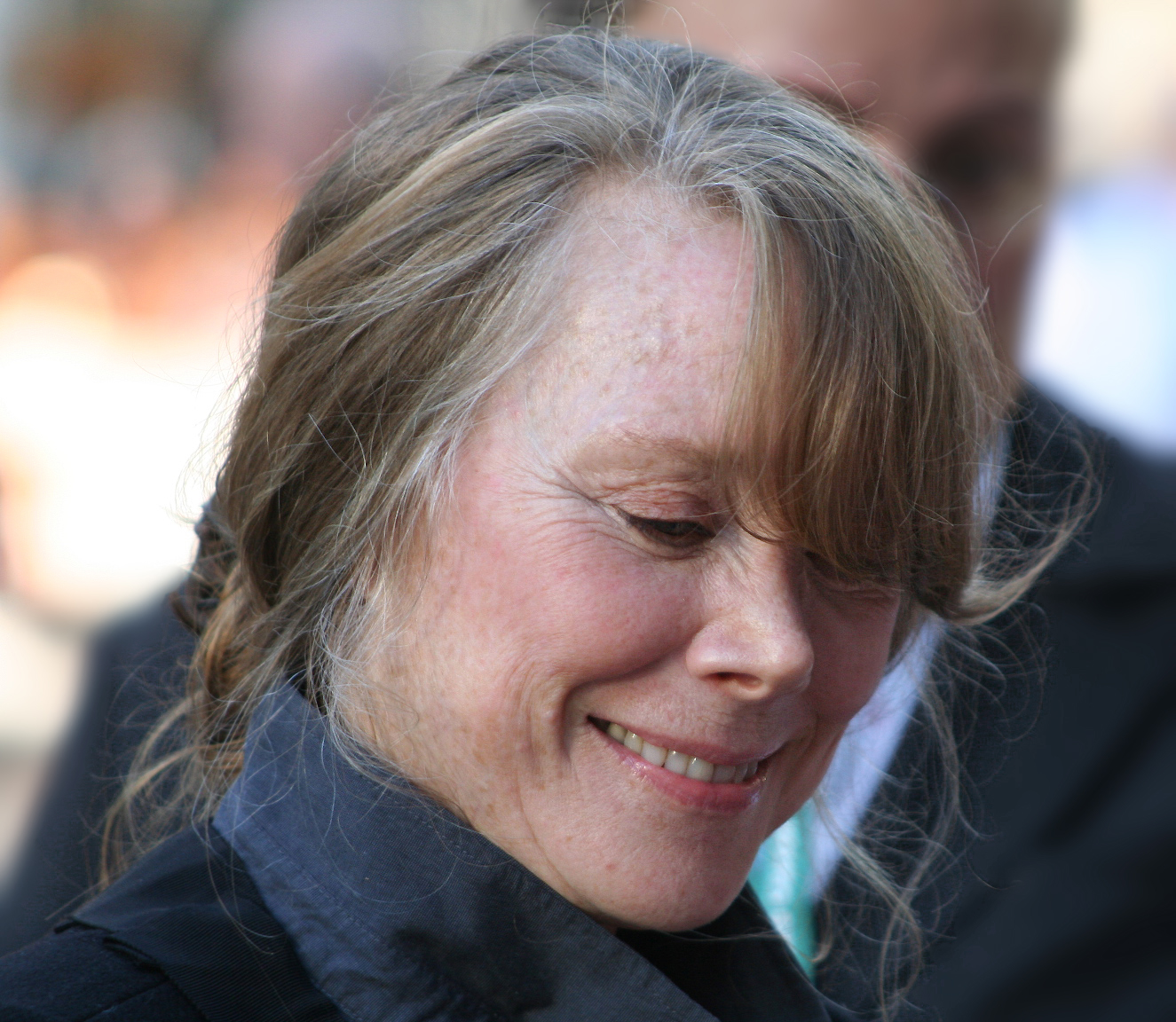
Spacek em Toronto.

O reconhecimento internacional veio ao estrelar Carrie - A Estranha. Dirigido por Brian DePalma a adaptação do best-seller de Stephen King narra a história de uma garota dotada de telecinésia, que dominada por uma mãe fanática religiosa e ridicularizada pelos colegas, orquestra uma violenta vingança contra todos, após ser cruelmente humilhada em seu baile de formatura. O filme, já considerado um clássico do horror rendeu a Sissy sua primeira indicação ao Oscar de melhor atriz, além de receber outra indicação como melhor atriz coadjuvante para Piper Laurie.
Após Carrie, Sissy teve um pequeno papel em Welcome to LA (1976). Em 3 Mulheres, ela teve uma elogiada performance no papel de uma misteriosa garota que muda drasticamente de personalidade. O diretor do filme Robert Altman declarou: "Ela é memorável. Uma das melhores atrizes com quem já trabalhei". O diretor de Carrie, Brian DePalma acrescentou: "Spacek é um fantasma. Ela tem um jeito misterioso de se fundir com um personagem, o tornando parte dela". Sissy também se tornou amiga de David Lynch, e o ajudou (junto com seu marido) a financiar a estréia de David como diretor em Eraserhead (1976). A atriz foi creditada nesta produção em "Agradecimentos".

### Década de 1980: Oscar e versatilidade
Sissy teve outro grande momento ao interpretar a cantora country Loretta Lynn em O Destino Mudou Sua Vida (1980), uma das principais representantes deste gênero musical nas décadas de 1960, 1970 e 1980. Foi a própria Loretta quem escolheu Sissy para interpretá-la no cinema. Mesmo sem nunca ter assistido seus filmes, a cantora "sentiu" que Sissy era "The Coal Miner's Daughter" (A Filha do Mineiro). A entrega da atriz para a personagem foi intensa: Spacek e Loretta se tornaram amigas e chegaram a fazer algumas apresentações juntas, como no Grand Ole Opry, em Nashville. Além de toda carga dramática para o papel, Sissy também usou sua experiência musical para encarnar Loretta Lynn e cantou, ela mesma, todas as canções do filme. A produção dirigida por Michael Apted recebeu cinco indicações ao Oscar, incluindo Melhor Filme. O filme rendeu a Sissy o Oscar e o Globo de Ouro de melhor atriz, ela também foi indicada ao BAFTA e o Grammy, pela trilha sonora.
A versatilidade da atriz foi comprovada novamente em diferentes produções. Em Missing - O Desaparecido (1982), ela interpretou a esposa de um jovem jornalista que é sequestrado no Chile, durante o Golpe de Estado. Baseado na história real de Charles Horman, a produção foi dirigida por Costas Gravas e teve no elenco o ator Jack Lemmon.
Ao lado de Mel Gibson, ela estrelou O Rio do Desespero (1984), um drama sobre a luta de uma família para manter sua fazendo ativa, após ser parcialmente destruída por uma enchente. Por Desaparecido e O Rio do Desespero, Sissy foi indicada ao Oscar e o Globo de Ouro de melhor atriz.
Ela também estrelou Maria - A Verdade de uma Mulher (1985), O Maltrapilho (1981) com Eric Roberts e As Violetas São Azuis (1986) com Kevin Kline. Estes dois últimos, Sissy foi dirigida por seu marido. O Maltrapilho lhe rendeu uma indicação ao Globo de Ouro de melhor atriz.
Ao lado de Anne Bancroft, Spacek teve sua atuação aclamada ao interpretar uma mulher epilética que planeja seu suicídio no elogiado e controverso Noite de Desamor (1986) baseado na peça vencedora do prêmio Pulitzer de Marsha Norman. Com Diane Keaton e Jessica Lange estrelou a comédia Crimes do Coração (1986) no papel de uma mulher que atira no próprio marido. Sua interpretação lhe rendeu um Globo de Ouro de sua quinta indicação ao Oscar. No auge da carreira, Sissy decidiu tirar um período para se dedicar a família em tempo integral.

### Década de 1990: Retorno em diversas produções
Após alguns anos afastada, Sissy retornou ao trabalho no drama Uma História Americana (1990) no papel de uma socialite que decide ajudar sua empregada (interpretada por Whoopi Goldberg) durante o boicote aos ônibus de Montgomery. Ela também fez parte do elenco de JFK - A Pergunta que Não quer Calar de Oliver Stone.
Entre seus principais trabalhos para o cinema estão Minha Mulher Vai Casar (1991), Mamãe Nota 10 (1994) com Anna Chlumsky, Ensina-me a Viver (1995) aonde contracenou novamente com Piper Laurie e Jack Lemmon, Temporada de Caça (1997) e De Volta para o Presente (1999) com Brandon Fraser.
Também teve atuações memoráveis em produções para televisão como Um Grito do Escuro (1992) com  Aidan Quinn e O Preço de uma escolha (1996) que teve no elenco Demi Moore e Cher. Ambas produções da HBO.
Foi indicada ao Emmy de melhor atriz coadjuvante em Mini-série por Os Bons e Velhos Companheiros (1995) com Tommy Lee Jones.
Foi muito elogiada ao interpretar a filha de Richard Farnsworth em Uma História Real (1999) do diretor David Lynch.

### Década de 2000: Atualmente

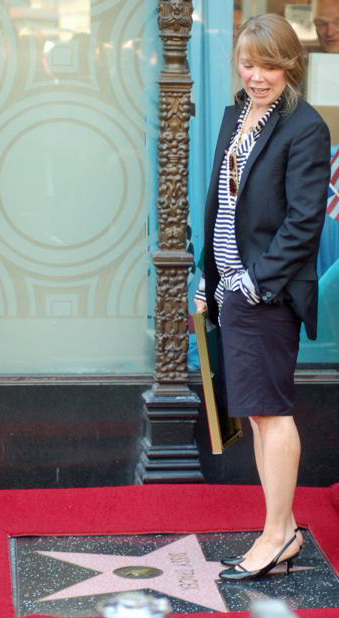
Sissy Spacek ao receber sua estrela na Calçada da Fama de Hollywood.

Sissy obteve outro importante momento em sua carreira ao interpretar uma mãe cheia de ira em Entre Quatro Paredes (2002). O filme dirigido por Todd Field mostra a devastação de um casal após o assassinato de seu único filho. Por sua atuação, a atriz ganhou seu terceiro Globo de Ouro e recebeu sua sexta indicação ao Oscar de melhor atriz.
Alternando em produções independentes e filmes comerciais, entre eles: Uma Casa no Fim do Mundo (2004) com Colin Ferrall, Questão de Vida (2005) e Terra Fria (2005) com Charlize Theron. Sissy fez uma participação especial em O Chamado 2, no papel da mãe de Samara.
Foi indicada ao Emmy como melhor atriz coadjuvante em Mini-série ou Filme para televisão por Tempo de Mudança (2002) e melhor atriz convidada em série de drama por Amor Imenso (2010). Por Pictures of Hollis Woods (2007), Sissy recebeu uma indicação ao Globo de Ouro de melhor atriz em filme para televisão.
Em 2011, Sissy Spacek recebeu uma estrela na Calçada da Fama e fez parte do elenco do filme Histórias Cruzadas (2011) do diretor Tate Taylor.
Em 2012, a atriz esteve no elenco do suspense 'A Fuga e lançou sua biografia intitulada My Extraordinary Ordinary Life, aonde narra desde sua infância no Texas, o período que viveu em Nova York, o sucesso em Hollywood e sua mudança para Virginia.
Recentemente Sissy pôde ser vista em Bloodline da Netflix, que gira em torno de uma família de irmãos adultos cujos segredos e cicatrizes são revelados quando a ovelha negra – o irmão mais velho – volta para casa. A atriz interpretou a matriarca da família nas três temporadas. Além do drama The Old Man and the Gun com Robert Redford e nas séries Castle Rock, da Hulu, baseada no universo criado por Stephen King e em Homecoming com Julia Roberts, disponível pela Amazon.

## Vida pessoal
É casada com o diretor de arte Jack Fisk desde 1974. Tem duas filhas Schuyler Fisk (nascida em 8 de Julho de 1982) and Madison Fisk (nascida em 21 de setembro de 1988). Sissy sempre se preocupou em manter sua vida pessoal longe dos holofotes, devido a isso se recusou a morar em Los Angeles, preferindo criar suas filhas em sua fazenda, localizada em Virginia.

## Filmografia
- 2018 - Old Man and the Gun
- 2018 - Homecoming (série)
- 2018 - Castle Rock (série)
- 2015-2017 - Bloodline(série)
- 2012 - Deadfall (br: A Fuga)
- 2011 - The Help (br: Histórias Cruzadas)
- 2010 - Big Love (br: Amor Imenso) (série de televisão)
- 2010 - Gimme Shelter (televisão)
- 2009 - Get Low (br: Segredos de um Funeral)
- 2008 - Four Christmases (br: Surpresas do Amor)
- 2008 - Lake City
- 2007 - Pictures of Hollis Woods (televisão)
- 2007 - Hot Rod (br: Hot Rod - Louco Sob Rodas)
- 2006 - Gray Matters (br: A Garota dos meus Sonhos)
- 2005 - An American Haunting (br: Maldição / pt: Assombrados - Uma história americana)
- 2005 - Summer Running: The Race to Cure Breast Cancer
- 2005 - North Country (br: Terra fria / pt: North Country - Terra fria)
- 2005 - The Ring 2 (br: O chamado 2)
- 2005 - Nine Lives
- 2004 - A Home at the End of the World (pt: Uma casa no fim do mundo)
- 2002 - Tuck Everlasting (br: Vivendo na eternidade / pt: A fonte misteriosa)
- 2001 - In the Bedroom (br: Entre quatro paredes / pt: Vidas privadas)
- 1999 - The Straight Story (br: História real / pt: Uma história simples)
- 1999 - Blast from the Past (br: De volta para o presente / pt: O namorado atómico)
- 1997 - Affliction (br: Temporada de caça / pt: Confrontação)
- 1996 - If These Walls Could Talk (br: O preço de uma escolha) (televisão)
- 1995 - The Grass Harp (br: Ensina-me a viver)
- 1995 - The Good Old Boys (br: Os bons e velhos companheiros) (televisão)
- 1994 - Trading Mom (br: Mamãe nota 10)
- 1994 - A Place for Annie (br: Um lugar para Annie) (televisão)
- 1992 - A Private Matter (br: Um grito no escuro) (televisão)
- 1991 - JFK (br: JFK - A pergunta que não quer calar / pt: JFK)
- 1991 - Hard Promises (br: Minha mulher vai casar)
- 1990 - The Long Walk Home' (br: Uma história americana)
- 1986 - Crimes of the Heart (br / pt: Crimes do coração)
- 1986 - Night, Mother (br: Noite de desamor)
- 1986 - Violets Are Blue… (br: As violetas são azuis)
- 1985 - Marie (br: Marie - A verdade de uma mulher)
- 1984 - The River (br: O rio do desespero)
- 1983 - The Man with Two Brains (br: O médico erótico) (voz)
- 1982 - Missing (br: Missing - Desaparecido, um grande mistério)
- 1981 - Raggedy Man
- 1980 - Coal Miner's Daughter (br: O destino mudou sua vida)
- 1980 - Heart beat (br: Os beatniks)
- 1977 - Welcome to L.A.
- 1977 - 3 Women
- 1976 - Carrie
- 1975 - Katherine (televisão)
- 1974 - The Migrants (televisão)
- 1973 - Badlands (br: Terra de ninguém / pt: Noivos sangrentos)
- 1973 - Ginger in the Morning
- 1973 - The Girls of Huntington House (televisão)
- 1972 - Prime cut (br: A marca da brutalidade)
- 1970 - Trash

## Prêmios e indicações

#### Oscar
| Ano  | Categoria    | Indicação             | Notas    |
| ---- | ------------ | --------------------- | -------- |
| 1977 | Melhor Atriz | Carrie                | Indicado |
| 1981 | Melhor Atriz | Coal Miner's Daughter | Venceu   |
| 1983 | Melhor Atriz | Missing               | Indicado |
| 1985 | Melhor Atriz | The River             | Indicado |
| 1987 | Melhor Atriz | Crimes of the Heart   | Indicado |
| 2002 | Melhor Atriz | In the Bedroom        | Indicado |

#### Globo de Ouro
| Ano  | Categoria                                   | Indicação                | Notas    |
| ---- | ------------------------------------------- | ------------------------ | -------- |
| 1981 | Melhor Atriz em Cinema - Comédia ou Musical | Coal Miner's Daughter    | Venceu   |
| 1982 | Melhor Atriz em Cinema - Drama              | Raggedy Man              | Indicado |
| 1983 | Melhor Atriz em Cinema - Drama              | Missing                  | Indicado |
| 1985 | Melhor Atriz em Cinema - Drama              | The River                | Indicado |
| 1987 | Melhor Atriz em Cinema - Comédia ou Musical | Crimes of the Heart      | Venceu   |
| 2002 | Melhor Atriz em Cinema - Drama              | In the Bedroom           | Venceu   |
| 2008 | Melhor Atriz em Minissérie ou Telefilme     | Pictures of Hollis Woods | Indicado |

#### Emmy Awards
| Ano  | Categoria                                           | Indicação         | Notas    |
| ---- | --------------------------------------------------- | ----------------- | -------- |
| 1995 | Melhor Atriz Coadjuvante em Minissérie ou Telefilme | The Good Old Boys | Indicado |
| 2002 | Melhor Atriz Coadjuvante em Minissérie ou Telefilme | The Last Call     | Indicado |
| 2010 | Melhor Atriz Convidada em Série Dramática           | Big Love          | Indicado |

BAFTA (Reino Unido)
- 2002 - Melhor Atriz, por "Entre Quatro Paredes". Indicada.
- 1983 - Melhor Atriz, por "Desaparecido: Um Grande Mistério". Indicada.
- 1981 - Melhor Atriz, por "O Destino Mudou Sua Vida". Vencedora.
- 1976 - Melhor Atriz,por Carrie (2002). indicada
- 1974 - Melhor Revelação, por "Terra de Ninguém". Indicada.

Screen Actors Guild
- 2011 - Melhor Elenco, por "Histórias Cruzadas". Vencedora.
- 2002 - Melhor Elenco, por "Entre Quatro Paredes". Indicada.
- 2002 - Melhor Atriz, por "Entre Quatro Paredes". Indicada.
- 2002 - Melhor Atriz em Filme para televisão, por "As Parteiras". Indicada.
- 1995 - Melhor Atriz em  Filme para televisão, por "Um Lugar para Annie". Indicada.

Saturn Awards
- 2003 - Melhor Atriz Coadjuvante, por "Vivendo na Eternidade". Indicada.
- 2000 - Melhor Atriz Coadjuvante, por "De volta para o Presente". Indicada.

CableACE Awards
- 1993 - Melhor Atriz em Filme para televisão, por "Um Grito no Escuro". Indicada.

Independent Spirit Awards
- 2002 -  Melhor Atriz, por "Entre quatro paredes". Vencedora.